# Mammea sanguinea
Mammea sanguinea là một loài thực vật có hoa trong họ Calophyllaceae. Loài này được (Jum. & H. Perrier) Kosterm. mô tả khoa học đầu tiên năm 1956.